# Johann Baptist Anwander
Johann Baptist Anwander (* um 1750 in Landsberg am Lech; † um 1800 in Augsburg) war ein Künstler und Rokoko-Maler. Er war der Neffe des berühmteren Rokoko-Malers Johann Anwander.

## Werke (Auswahl)

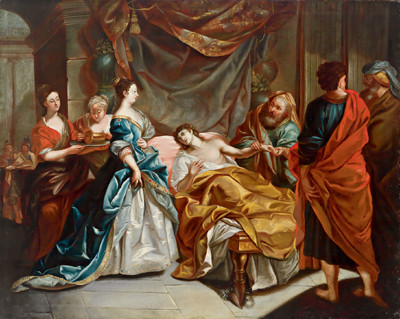
Der liebeskranke Antiochus

- Deckenfresko – Klosterkirche Obermedlingen
- Deckenfresken der Wallfahrtskapelle St. Jodok bei Haunswies (Affing)
- Deckengemälde und große Altarblätter – Kloster Münnerstadt
- Fresko in der Pfarrkirche von Prittriching
- Hochaltarbild mit dem Patron St. Michael in der Pfarrkirche Osterzhausen, 1792
- Gemälde Der liebeskranke Antiochus – Das Bild erzählt die Geschichte des erkrankten Königssohnes Antiochus. Sein Arzt Erasistratos (oder Demetrios) sieht die Krankheitsursache in der verzweifelten und unerfüllten Liebe des Prinzen zu seiner Stiefmutter Stratonike. Um seinen Sohn zu retten, gibt Antiochus’ Vater daraufhin seine Gemahlin frei.